# 永福帝姬
永福帝姬（1117年—？），宋徽宗第27女。母崔貴妃（亡國前早已貶為庶人）。
永福帝姬靖康之变时11岁，靖康之变后入金国。《靖康皇族陷虏记》未记载其下落。

## 关联
- 帝姬